# Roshanara Begum
Roshanara Begum   (Burhanpur, 3 de setembre de 1617 - Delhi, 11 de setembre de 1671) fou una princesa imperial de l'Imperi Mogol, filla de l'emperador Xa Jahan i de Mumtaz Mahal. Roshanara va ser una dona brillant, una poetessa molt talentosa, fou el cervell que va estar darrere de l'ascens al tron imperial del seu germà Aurangzeb i, en el moment de la seva mort, fou una de les dones més importants de l'Imperi Mogol.

## Família
Dels germans de Roshanara, el més gran, Dara Shukoh, fou el fill favorit de Xa Jahan i aparent hereu al tron imperial. El segon germà, Shah Shuja, fou el governador rebel de Bengala, amb mostres de desig d'accedir al tron del seu pare. Aurangzeb, el tercer germà, fou el governador de Deccan. Murad, el germà menor, fou el governador de Gujarat, posició en la qual va resultar ser tan feble i ineficaç que el seu pare el va despullar dels seus títols, anomenant en el seu lloc a Dara Shukoh. Això va precipitar una lluita familiar entreXa Jahan i els seus fills més joves, que van resoldre deposar el seu envellit pare i apoderar-se del tron. Durant aquesta lluita pel poder, Dara Shukoh, va rebre el suport de la seva germana gran, Jahanara Begum, mentre que Roshanara va fer costat al seu germà Aurangzeb.

## Ascens al poder
L'ascens de Roshanara al poder va començar quan aquesta va frustrar amb èxit un complot per assassinar Aurangzeb, aquest complot va ser orquestrat pel seu pare, l'emperador Xa Jahan, i pel seu germà gran, Dara Shukoh. Segons la història, Xa Jahan va enviar una carta d'invitació a Aurangzeb per visitar Delhi, amb la finalitat de resoldre pacíficament la crisi familiar. En veritat, això no obstant, l'emperador planejava capturar, empresonar i assassinar Aurangzeb, ja que veia al seu tercer fill com una seria amenaça per al tron. Quan Roshanara es va assabentar de les intrigues del seu pare, va enviar un missatge a Aurangzeb, explicant les veritables intencions del seu pare i advertint-lo perquè es mantingués allunyat de Delhi.
Aurangzeb es va mostrar extremadament agraït amb Roshanara per la seva oportuna advertència. Quan la guerra de successió es va resoldre a favor d'Aurangzeb, ràpidament ella va esdevenir la dona més poderosa de l'imperi. Tement que el seu germà Dara Shukoh l'assassinés pel seu paper durant la guerra de successió, en cas que aquest tornés al poder, la princesa va insistir a Aurangzeb perquè executés al seu germà gran, Dara. La llegenda explica que el príncep Dara va ser exhibit encadenat al voltant del Basar de Chandni Chowk i més tard, fou decapitat. Llavors, Roshanara, va embolicar el cap ensangonat del seu germà en un turbant d'or, el va embalar curosament i el va enviar al seu pare, com un regal d'ella i d'Aurangzeb.Xa Jahan, qui va obrir el paquet just quan es trobava assegut a la taula, va quedar tan afligit per la vista del cap decapitat del seu fill que va caure inconscient a terra. L'emperador va estar en estat d'estupor durant molts de dies després de l'incident.
La relació de Roshanara amb la seva germana major, Jahanara, fou turbulenta i tenyida per la gelosia, ja que aquesta última era, indiscutiblement, la filla predilecta del seu pare. Roshanara es va anotar una important victòria en contra de la seva germana quan Aurangzeb, que estava empranyat amb Jahanara per fer costat al seu pare i al seu germà gran durant la guerra de successió, la va destituir del seu càrrec com a Senyora (i, per tant, Primera Dama de l'Imperi) de l'harem imperial, instal·lant en el seu lloc a Roshanara.
Això no obstant, Roshanara no va trigar a caure en desgràcia davant el nou emperador. L'ara Primera Dama de l'Imperi, qui estava obligada a romandre soltera (doncs les princeses mogoles tenien prohibit casar-se), va tenir molts amants i algunes de les seves relacions amoroses no van trigar a sortir a la llum. A més, ella governava l'harem amb mà de ferro i amb tal inflexibilitat que es va guanyar l'odi de les esposes del seu germà. També sentia ànsies per acumular més i més or i terres a gran escala i, sovint, els aconseguia per mètodes corruptes. Aquesta conducta va donar lloc a nombroses queixes, així i tot mai va ser jutjada a causa de la seva alta posició a la cort. A més, la princesa va fer un mal ús descarat dels poders que li havia concedit Aurangzeb just abans de sortir al camp de batalla en l'altiplà de Deccan, per aconseguir les seves pròpies finalitats financeres.
Els seus enemics aviat van delatar els seus actes immorals. Sent Aurangzeb un musulmà molt estricte, la va despullar de tots els seus poders, la va expulsar de la cort i la va obligar a romandre tancada, instant-la a viure una vida retirada i pietosa, en el seu palau-jardí als afores de Delhi. Roshanara s'havia convertit en una molèstia per al seu germà.

## Mort
L'oportunitat de desfer-se de Roshanara es va presentar a la fi de l'any 1671, quan Aurangzeb la va descobrir amb un altre amant secret al jardí del seu palau. Aquest incident va fer enutjar l'emperador i va segellar el final de la princesa, apareixent enverinada al costat del seu amant. Encara no és clar qui la va enverinar o bé si els amants es van suïcidar. Altres sospiten que Aurangzeb va poder haver ordenat el seu enverinament. No obstant això, alguns historiadors consideren que aquest punt de vista és poc probable, ja que l'emperador va mostrar certa parcialitat cap a ella en alguns casos. Va morir a l'edat de 54 anys. Aurangzeb la va enterrar a Roshanara Bagh, un jardí dissenyat i finançat per ella mateixa.